# Enzo Maiorca
Enzo Maiorca, all'anagrafe Vincenzo Maiorca (Siracusa, 21 giugno 1931 – Siracusa, 13 novembre 2016), è stato un apneista italiano, più volte detentore del record mondiale di immersione in apnea.

## Biografia
Imparò a nuotare a 4 anni e presto cominciò ad andare sott'acqua, anche se, secondo una sua stessa confessione, conservò sempre una gran paura del mare. Un giorno un amico medico gli mostrò un articolo di giornale in cui si parlava di un nuovo record di profondità a -41 metri strappato a Raimondo Bucher da Ennio Falco e Alberto Novelli (campioni di caccia subacquea). Era l'estate del 1956 e Maiorca rimase fortemente suggestionato dalla notizia di quell'impresa.
Dopo una breve riflessione, decise di entrare in competizione con quei grandi nelle immersioni in apnea e si impegnò per divenire l'uomo capace di scendere più in profondità negli abissi marini. Nel 1960 coronò il suo sogno toccando -45 metri e battendo il brasiliano Amerigo Santarelli, il quale, nel settembre dello stesso anno, si riappropriò del titolo raggiungendo i -46 metri; il primato durò poco perché già in novembre Maiorca raggiunse i -49 metri. Avrebbe migliorato quel record numerose volte negli anni successivi fino al 1988, anno in cui abbandonò l'apnea.
Il 22 settembre 1974, nelle acque antistanti Sorrento, Maiorca tentò di stabilire un nuovo record mondiale di immersione in apnea alla quota di 90 metri; per la prima volta nella storia della Rai un simile evento fu teletrasmesso in diretta. Dopo lunghi preparativi, Maiorca finalmente incominciò la discesa lungo il cavo d'acciaio andando a sbattere a neanche venti metri di profondità contro Enzo Bottesini, esperto di immersioni e istruttore subacqueo, ex campione del telequiz Rischiatutto, e inviato della Rai per l'occasione.
Riemerso infuriato, si lasciò andare a una sequela di imprecazioni piuttosto forti, molte delle quali chiaramente udibili dal pubblico televisivo prima che la regia riuscisse a intervenire disattivando il collegamento audio. Tra queste anche due bestemmie che gli costarono l'interdizione dalla televisione per due anni. Una settimana dopo Maiorca ripeté il tentativo riducendo l'obiettivo a 87 metri. Questa volta riuscì a battere il record pur avendo accusato una sincope nella parte finale dell'impresa.
Il suo ultimo record di -101 metri lo raggiunse nel 1988, quando ritornò all'apnea insieme alle proprie figlie Patrizia e Rossana, entrambe detentrici di una serie di record mondiali d'immersione in apnea. La figlia Rossana morì di cancro nel 2005. Nella sua carriera Maiorca ha avuto alcuni rivali storici: il più grande è stato il brasiliano Amerigo Santarelli (ritiratosi nel 1963), poi Teteke Williams, Robert Croft e Jacques Mayol. Dal 1994 al 1996 è stato senatore nelle file di Alleanza Nazionale.
È stato un vegetariano dichiarato. In proposito, ha spiegato in un'intervista come abbandonò la pesca subacquea:
In televisione ha collaborato con Lineablu, programma della Rai, dal 2000 al 2002. Muore all'età di 85 anni il 13 novembre 2016. La città di Siracusa in suo onore proclamò il lutto cittadino nel giorno del suo funerale (15 novembre). Nel 2017 il Grande Oriente d'Italia rese nota la sua appartenenza alla Massoneria. Maiorca apparteneva alla Loggia Archimede di Siracusa del Grande Oriente d’Italia cui fu iniziato nel 1977.

## Primati

### Assetto variabile
| Data del record | Profondità |
| --------------- | ---------- |
| settembre 1960  | 45 metri   |
| novembre 1960   | 49 metri   |
| agosto 1962     | 51 metri   |
| agosto 1964     | 53 metri   |
| agosto 1965     | 54 metri   |
| novembre 1966   | 62 metri   |
| settembre 1967  | 64 metri   |
| agosto 1968     | 69 metri   |
| agosto 1969     | 72 metri   |
| agosto 1970     | 74 metri   |
| agosto 1971     | 77 metri   |
| agosto 1972     | 78 metri   |
| agosto 1973     | 80 metri   |
| settembre 1974  | 87 metri   |
| 1986            | 91 metri   |
| 1987            | 94 metri   |
| 1988            | 101 metri  |

### Assetto costante
| Data del record   | Profondità |
| ----------------- | ---------- |
| agosto 1961       | 50 metri   |
| agosto 1972       | 57 metri   |
| agosto 1973       | 58 metri   |
| settembre 1976    | 60 metri   |
| nuovo regolamento |            |
| 1978              | 52 metri   |
| 1979              | 55 metri   |

## Opere
Come scrittore è autore di alcuni libri:
- A capofitto nel turchino: vita e imprese di un primatista mondiale. Milano, ed. Mursia, 1977.
- Sotto il segno di Tanit. Milano, Rizzoli, 1980.
- Scuola di apnea - Immergiamoci con il più grande subacqueo di tutti i tempi, fotografie e consulenza tecnica di Guido Picchetti. Roma, ed. La Cuba, 1982.
- Il Mare con la M maiuscola. Lights, 2001.
- Sotto il segno di Tanit, Milano, Mursia, 2011 ISBN 978-88-425-4879-9

## Riconoscimenti
Per la sua attività sportiva, Maiorca ha ricevuto prestigiosi riconoscimenti:
- Medaglia d'Oro al valore atletico del Presidente della Repubblica (1964)
- Tridente d'Oro di Ustica
- Premio letterario del C.O.N.I. per il libro A capofitto nel turchino (1976)
- Stella d'Oro al merito sportivo del C.O.N.I.
- Award della Historical Diving Society Italia, HDS Italia (1999)[15]
- Medaglia d'Oro al merito di Marina (non solo per lo sport ma anche per la difesa nell'ambiente, 2006).
- In occasione del compimento degli 80 anni viene festeggiato a La Spezia con il conferimento del Premio della Festa della Marineria.[16]
- Nel maggio 2015, una targa a lui dedicata fu inserita nella Walk of Fame dello sport italiano a Roma, riservata agli ex-atleti italiani che si sono distinti in campo internazionale.[17][18]

## Citazioni cinematografiche e musicali
- Maiorca interpreta Enzo, il cognato dell'ingegner Valdesio (Frederick Stafford) protagonista del film Sfida sul fondo, diretto nel 1976 da Melchiade Coletti; per l'occasione viene doppiato da Pino Locchi.
- La sfida tra Maiorca e Jacques Mayol ha ispirato Le Grand Bleu, diretto da Luc Besson.